# Великият Гетсби (филм, 2013)
Великият Гетсби (на английски: The Great Gatsby) е американски филм, направен по едноименния роман на Франсис Скот Фицджералд. Премиерата му е през 2013 година. Главната роля, на Джей Гетсби, се изпълнява от Леонардо ди Каприо. Участват също Тоби Магуайър, Кери Мълиган, Джоел Едгертън, Елизабет Дебики и Амитабх Баччан. Филмът е номиниран в две категории и печели две награди Оскар – за най-добър продукционен дизайн и най-добър дизайн на костюми.